# رحى دنمتش
رحى دَنَمَتش (بالتركية: Reha Denemeç)‏, (ولد:20 مايو 1961, في معمورة العزيز, تركيا) سياسي تركي. ونائب سابق في البرلمان التركي لأكثر من دورة ممثلا عن حزب العدالة والتنمية.